# Javier Arnaldo
Javier Arnaldo (Madrid, 1959) es profesor de Historia del Arte en la Universidad Complutense de Madrid. Además es crítico de arte y poeta.

## Trayectoria
Javier Arnaldo Alcubilla es catedrático de Historia del Arte en la Universidad Complutense de Madrid y director del Grupo Complutense de Investigación S U+M A [Universidad+Museo]. Cursó sus estudios en la Universidad Autónoma de Madrid, Ludwig-Maximilian-Universität de Múnich y Freie Universität de Berlín. Ha sido becario investigador de la Fundación Alexander von Humboldt en el Instituto de Historia del Arte de la Universidad de Hamburgo, en el Warburg Institute de Londres y en la Klassik Stiftung Weimar. Entre 2001 y 2011 trabajó como conservador y jefe de investigación del Museo Thyssen-Bornemisza. Sus estudios se han centrado sobre todo en la cultura artística del Romanticismo y del período de las vanguardias históricas. Destaca también su labor como comisario de exposiciones: Ángel Ferrant (1999), Analogías Musicales. Kandinsky y sus contemporáneos (2003), Brücke. El nacimiento del expresionismo alemán (2005), ¡1914! La vanguardia y la Gran Guerra (2008), Goethe: Paisajes (2008) y Bores / Mallarmé (2012). Sus publicaciones incluyen también ensayos historiográficos en revistas científicas y reseñas de libros y exposiciones para la prensa. Ha estado asimismo al cargo de algunas ediciones de escritos de artistas y teóricos, como, por ejemplo, la antología razonada de textos teórico-artísticos del Romanticismo alemán que tituló Fragmentos para una teoría romántica del arte (1987), la Teoría de los colores de Goethe (1992), los escritos de Ángel Ferrant (1997), con Olga Fernández de coeditora, y Los cien aforismos de Franz Marc (2001). Sus trabajos sobre la vertiente teórica de artistas incluyen ensayos sobre, entre otros, Carl Gustav Carus, Ernst Ludwig Kirchner, Bruno Taut, Antoni Muntadas, Joan Fontcuberta, Esteban Vicente, Amadeo de Souza Cardoso, Yves Klein, Pierre Alechinsky, Jean Arp y Vincent van Gogh. Este último apareció acompañando a la edición en español de la correspondencia completa del artista holandés en 2007.

### Poesía
Las primeras publicaciones de Javier Arnaldo fueron libros de poemas. Mecer y el labio apareció en edición no venal en 1981 y Elogio de la tragedia, su segundo libro, que obtuvo el premio José Luis Gallego, fue publicado por la editorial Orígenes en 1983. Regresó en 1993 con el libro Color, y de nuevo en 2011 con Nosotros. En su contraportada, este cancionero se define como un “balance biográfico”, mientras que su posterior Álbum jemer, publicado en 2015, es descrito como “una suite paisajista situada en Camboya, donde se suceden los registros de un viaje entre cursos de agua”. Contiene un poema muy breve titulado "Frontera" que dice así:
"No hay puente que una las orillas del Mekong.
Ningún bardo capaz de ponerlas en contacto.
Ajenas fluyen las aguas bajo el vapor de la mañana."

## Libros
- Elogio de la tragedia, Orígenes, 1983. [poemas] ISBN 978-84-85563-24-1. Premio José Luis Gallego
- Estilo y naturaleza. La obra de arte en el Romanticismo alemán, Ed. Antonio Machado, 1990. ISBN 978-84-7774-536-5
- El movimiento romántico, Historia 16, 1992.
- Las vanguardias históricas, Historia 16, 1993.
- Color, CODA, 1993.
- Caspar David Friedrich, Historia 16, 1996.
- Ángel Ferrant: Todo se parece a algo. Escritos críticos y testimonios, Ed. Antonio Machado, 1997. ISBN 84-7774-587-0
- Yves Klein, Nerea, 2000. ISBN 84-89569-44-4
- Santiago Calatrava. Esculturas y dibujos, IVAM, 2001. ISBN 84-8003-248-0
- Franz Marc: Los cien aforismos. La segunda visión, Árdora, 2001. ISBN84-88020-30-9
- Juegos en el espacio. Esteban Vicente. Esculturas 1968-1998, Museo Esteban Vicente, 2001. ISBN 84-930430-9-5
- Analogías musicales. Kandinsky y sus contemporáneos, Fundación Colección Thyssen-Bornemisza, 2003. ISBN 84-88474-95-4
- Colección Carmen Thyssen-Bornemisza, Fundación Colección Thyssen-Bornemisza, 2004. ISBN 84-96233-06-7 (vols. I-II)
- “El mundo suena”. El modelo musical de la pintura abstracta, Fundación Colección Thyssen-Bornemisza, 2004. ISBN 84-96233-19-7
- El retrato expresionista y la cultura del amedrentamiento, Eds. Universidad de Oviedo, 2004. ISBN 84-95791-11-0
- Brücke. Die Geburt des deutschen Expressionismus, Hirmer, 2005. ISBN3-7774-2725-X
- Eva Lootz: Lo visible es un metal inestable, Árdora, 2007. ISBN 84-88020-39-2
- ¡1914! La Vanguardia y la Gran Guerra, Fundación Colección Thyssen-Bornemisza, 2008. ISBN 978-84-96233-66-9
- Los museos en la educación. La formación de los educadores, Fundación Colección Thyssen-Bornemisza, 2009. ISBN 978-84-96233-84-3
- Goethe: Naturaleza, arte, verdad, CBA, 2012. ISBN 978-84-87619-60-1
- Nosotros, Árdora, 2011. [poemas] ISBN 978-84-88020-44-4
- El arte en su destierro global. Cultura contemporánea y desarraigo, CBA, 2012. ISBN 978-84-87619-35-9
- La siesta del fauno. Francisco Bores, Stéphane Mallarmé. Sobre unproyecto inédito de ediciones Verve , CBA, 2012. ISBN 978-84-939928-3-5
- Modelo museo. El coleccionismo en la creación contemporánea. Eds. Universidad de Granada, 2013. ISBN 978-84-338-5598-5
- Fragmentos para una teoría romántica del arte [nueva edición], Tecnos, 2014. ISBN 978-84-309-5800-9
- Álbum jemer, Abada, 2015. [poemas] ISBN 978-84-16160-26-6
- Museografías, La Oficina, 2015. ISBN 978-84-941270-8-3
- Villèlia, Fund. Vila Casas, 2017. ISBN 978-84-617-8718-0
- Vemos lo que sabemos. La cultura de la visión en Goethe, Abada, 2019.

ISBN 978-84-17301-25-5